# Moïse-Edouard Duché
Moïse-Edouard Duché, francoski general, * 1891, † 1955.